# Мертвий Донець
Мертвий Донець — річка в Ростовській області, найдовший з рукавів дельти Дону. Мертвий Донець є протокою, що з'єднує річку Дон з північною частиною Таганрозької затоки. Від його витоку починається дельта Дону, і він же є її північною межею. Довжина 36 км. Ширина 50-200 м, глибина до 4 м.

## Течія

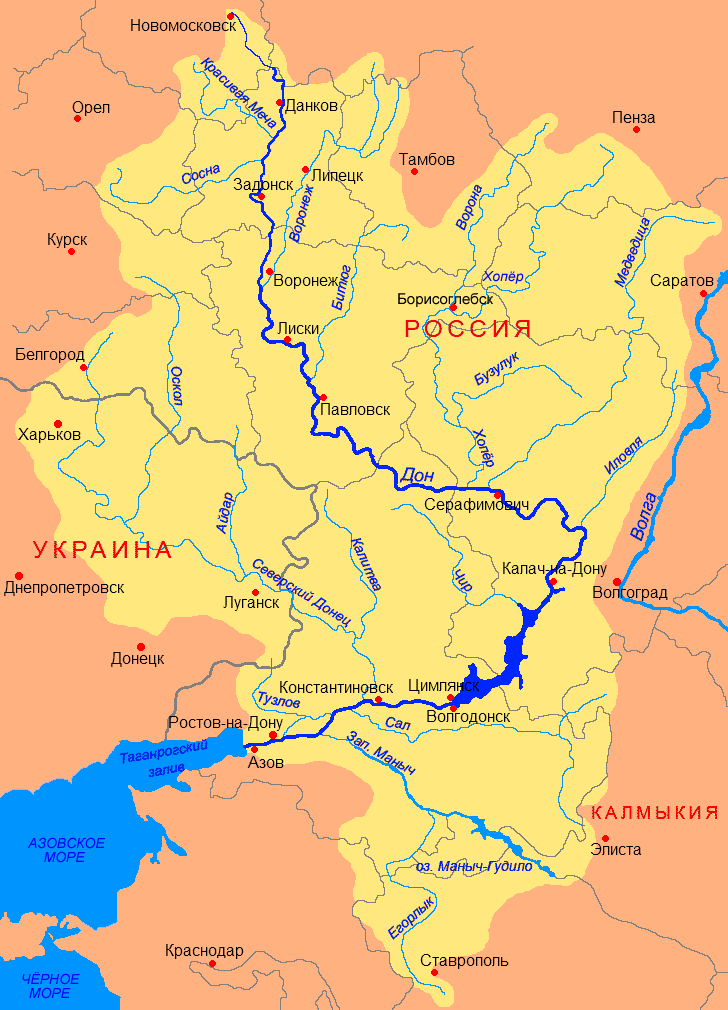
Сточище Дону

Мертвий Донець відгалужується від річки Дон на території міста Ростова-на-Дону, нижче за течією від Західного (Гниловського) мосту й вище Кумженського гаю, розташованого між Доном й Мертвим Донцем. Спочатку тече на північний захід, на правому березі розташовані мікрорайони Ростова-на-Дону, колишні хутори станиці Гниловської Семерников (нині Первомайський, Ливенцівський, Каратаєво), на лівому березі рибоводні ставки. Нижче Каратаєвого приймає праву притоку — річку Сухий Чалтир. За 16 км своєї течії, нижче хутора Калініна приймає праву притоку — річку Мокрий Чалтир. Після впадіння Мокрого Чалтирю річка повертає на захід. Трохи вище станції Миртиново приймає ліву притоку — єрик Лютик, в гирлі якого розташовані залишки Лютицької фортеці. Нижче розташований історичний хутір Хапри. Він був заснований козаками Хоперського полку. У Недвиговки приймає праву притоку — Кам'яна балка, трохи нижче від річки відгалужується гирло Тернове, ще нижче, на правому березі розташовані руїни стародавнього міста Танаїс. Нижче Танаїсу, річка сполучена з гирлом Терновою протокою, утворюючи острів Терновий, пам'ятник природи. Біля села Синявського приймає праву й останню притоку — Донський Чулек. Мертвий Донець на всьому своєму плині протікає вздовж залізниці Ростов-на-Дону — ⁣Таганрог. Впадає в Таганрозьку затоку на південний схід від хутора Морський Чулек.
Річка тече територією М'ясниковського та Неклинівського районів, а також по території міського округу Ростова-на-Дону.

## Риба
Мертвий Донець — шлях сезонної міграції риби цінних прохідних порід на нерест і назад у море. Тут проходять шемая, оселедець, осетер. лящ, сазан, рибець, судак що нерестяться частиною тут, частиною проходять вгору у Дон. Проте після будівництва Гниловського мосту через Дон екологічний стан найдовшого гирла Дону різко погіршився. Залишений будівельниками штучний мис створює перешкоду вільному плину води. Джерело Мертвого Дінця замулюється й вже перетворився в невелику протоку. Через зменшення проточності різко підвищився ризик отруєння води стічними водами підприємств, розташованих у Західній промзоні міста Ростова-на-Дону. ГПЗ-10, хімзавод та інші підприємства неодноразово піддавалися адміністративним покаранням. Однак масове отруєння риби трапляються з лякаючою регулярністю. Так, у 2002 році чотири рази, а в 2003 році двічі берега Дінця вкривала полегла від діяльності людини риба, раки залишали річку і вилазили на берег.
Раніше Мертвий Донець був рибною річкою. Унікальність Мертвого Дінця полягала в тому, що він об'єднує в собі водних мешканців Азовського моря й річки Дон, що знайшли тут сприятливі умови, як по складу кормової бази, так і за хімічним складом води. Навесні сюди на нерест заходили прохідні породи риб: шемая, рибець, тарань, пузанок, кефаль, сула та інші морські мешканці, багато з яких нерідко залишалися тут для літнього нагулу. З Дону сюди спрямовувалися донський лящ, сазан, короп, плотва, уклейка, щука, судаки, жерех, сом, окунь та інші річкові мешканці. Наділений багатою прибережній і водною рослинністю, а значить і багатий кормом, він незмінно привертав до себе як річкових та морських мешканців.

## Водний режим
Мертвий Донець не має яскраво вираженої течії. Взимку замерзає, але не кожен рік (через м'який клімат).

## Походження назви
На гирлі стояла давньогрецька колонія Танаїс. Після багаторазового розорення міста (остаточно знищене в V сторіччі по Р. Х.) й вбивства його мешканців рукав отримав свою назву (через розорене городище).<ref>Саратов И.Е. . — № 1 (8).[неавторитетне джерело]

## Сточище[5]
- Мертвий Донець
  - Сухий Чалтир — (п)
    - балка Калмицька — (л)

  - Мокрий Чалтир — (п)
    - балка Друга — (л)
    - балка Перша — (л)
    - балка Банта-Бур — (п)
    - Хавали — (л)

  - єрик Лютик — (п)
  - балка Кам'яна — (п)
  - Донський Чулек — (п)

## Поселення
Над Мертвим Дінцем розташовані поселення:
- місто Ростов-на-Дону
- хутір Калінін
- хутір Хапри
- хутір Недвиговка
- село Синявське